# Theaterplatz (Bern)
Der Theaterplatz ist ein in der Stadt Bern (Schweiz) gelegener Platz.

## Lage
Der Theaterplatz mündet im Nordwesten in die Marktgasse, im Norden auf den Kornhausplatz, im Nordosten ins Bim Zytglogge, im Südosten auf den Casinoplatz und im Südwesten in die Amthausgasse.

## Geschichte
Im 18. Jahrhundert hiess der Theaterplatz Rossmarkt, nach dem Bau der Hauptwache (1768 vollendet) und des Hôtel de Musique (Bauzeit von 1767 bis 1769) wurde der Platz auch Hauptwachplatz und Komödienplatz genannt. Noch 1803 galt Rossmarkt als offizieller Name. Später hiess der Platz auch Hotelplatz. Die Häuser an der Westseite des Platzes hiessen nach dem alten Zunfthaus zu Ober-Gerwern Gerber- oder Gerbernlaube. Von 1862 bis 1903 diente das Hôtel de Musique als Stadttheater, dies gab dann 1882 dem Platz seinen heutigen Namen. Die Traminsel in der Mitte des Platzes wurde 1967 entfernt.